# Carlo Cavagnoli
Carlo Cavagnoli, född 21 januari 1907 i Milano, död 1991, var en italiensk boxare.
Cavagnoli blev olympisk bronsmedaljör i flugvikt i boxning vid sommarspelen 1928 i Amsterdam.